# Un de la légion
Pour plus de détails, voir Fiche technique et Distribution.
Un de la légion est un film français réalisé par Christian-Jaque, sorti en 1936.

## Synopsis
Fernand est un homme totalement dominé par sa femme « Toutoune ». Un beau jour il est dévalisé par un malandrin qui, après l'avoir saoulé, l'assomme et fait l'échange des papiers d'identité. Il se réveille sur un bateau qui conduit en Algérie les recrues de la Légion étrangère, avec les papiers de celui qui l'a dévalisé et qui avait signé un engagement à la Légion. Après des débuts pénibles, la vie de légionnaire finit par faire de lui un autre homme qui, pour rien au monde, ne veut reprendre sa vie banale et futile. Il devient un héros, se fait décorer de la Légion d'honneur et finit par rempiler sous son vrai nom.

## Fiche technique
- Titre : Un de la légion
- Réalisateur : Christian-Jaque
- Assistants-réalisateur : François Carron, Jean Manse
- Scénario : Paul Fékété, d'après un roman de J.D Newson Comment Forbes Smith partit pour la légion
- Adaptation et dialogues : Paul Fékété
- Photographie : Fred Langenfeld, Charles Suin, André Germain
- Montage : André Versein, William Barrache
- Musique : Mahieddine, Casimir Oberfeld
- Décors : Pierre Schild
- Son : Jacques Hawadier
- Photographe de plateau : Léo Mirkine
- Directeur de production : Joe Francis
- Société de production : Les productions Calamy
- Pays d'origine :  France
- Tournage en juin 1936, à Marseille, Sidi Bel Abbès et différents sites d'Afrique du Nord
- Format :  Son mono - 35 mm - Noir et blanc - 1,37:1
- Genre : Comédie dramatique; Film d'aventure
- Dates de sortie : le 18 septembre 1936
- Durée : 91 minutes (1 h 31)
- Affiche : Guy-Gérard Noël (France)

## Distribution
- Fernandel : Fernand, Esculape, Siméon  Espitalion
- Suzy Prim : Maryse
- Thérèse Dorny : Antoinette Espitalion dite Toutoune
- Paul Azaïs : Turlot
- Robert Le Vigan : Le sergent Leduc
- Daniel Mendaille : Charlin
- Arthur Devère : Joseph Vandercleef
- Jacques Varennes : Pierrot Durand
- Rolla Norman : Le capitaine Carron
- Paul Amiot : Le colonel
- Jean Kolb : Le médecin-chef
- Marcel Vidal : Maître Troude
- Régine Dancourt : L'amie de Pierrot
- Georges Malkine : Le légionnaire russe
- Eugène Stuber : Un légionnaire